# 104th Street (stacja metra na Jamaica Line)
104th Street – stacja metra nowojorskiego, na linii J i Z. Znajduje się w dzielnicy Queens, w Nowym Jorku i zlokalizowana jest pomiędzy stacjami 111th Street i Woodhaven Boulevard. Została otwarta 11 czerwca 1917.